# Argia harknessi
Argia harknessi är en trollsländeart som beskrevs av Philip Powell Calvert 1899. Argia harknessi ingår i släktet Argia och familjen dammflicksländor. Inga underarter finns listade i Catalogue of Life.